# Cầu Sunshine Skyway
Cầu Bob Graham Sunshine Skyway , còn được gọi là Cầu Sunshine Skyway hoặc đơn giản là Skyway là một chiếc cầu dây văng bắc qua Vịnh Hạ Tampa kết nối thành phố St. Petersburg, Florida đến thành phố Terra Ceia. Cầu Sunshine Skyway được khánh thành vào năm 1987 và là cây cầu thứ hai được xây dựng trên địa điểm này. Cây cầu được thiết kế bởi công ty Figg & Muller Engineering Group và được xây dựng bởi công ty American Bridge Company, cây cầu được coi là biểu tượng của Bang Florida.
Cây cầu có bốn làn xe, thuộc tuyến đường Interstate 275 và U.S. Tuyến đường 19 ở Florida và Tuyến đường 19, cây cầu đi qua Pinellas County, Hillsborough County và Manatee County. Cầu có trạm thu phí, với mức phí 1,50$ được tính theo các phương tiện hai trục đi theo hai hướng và được thu bằng tiền mặt hoặc hệ thống SunPass của tiểu bang.
Cây cầu được khai trương vào năm 1954 và là nơi xảy ra hai thảm họa hàng hải lớn trong vòng vài tháng vào năm 1980. Vào tháng 1 năm 1980, Cảnh sát biển Hoa Kỳ Cutter Blackthorn đã va chạm với tàu chở dầu Capricorn  đang ở gần đó, nên tàu con tàu đó đã chìm và 23 thành viên thủy thủ đoàn đã tử nạn. Vào tháng 5 năm 1980, tàu chở hàng MV Summit Venture đã va chạm với một trụ đỡ cầu, khiến nhịp đi về phía nam cây cầu bị sập, 35 người đã tử nạn do bị rơi xuống Vịnh Tampa. Vài năm sau đó, nhịp cầu phía nam của cây cầu bị hư hỏng đã bị phá bỏ, nhịp cầu còn lại bị phá bỏ một phần và chuyển thành một bến tàu dài, để cây cầu mới hiện tại được xây dựng.

## Lịch sử

### Thời kì đầu
Cây cầu hai làn xe ban đầu được xây dựng bởi Công ty Cầu Virginia và thông xe vào ngày 6 tháng 9 năm 1954, với một cấu trúc xây dựng tương tự ở phía tây của cây cầu vào năm 1969 để biến nó thành một cây cầu bốn làn xe và đưa nó đến Tiêu chuẩn Xa lộ Liên tiểu bang. Việc khánh thành đã bị trì hoãn  đến năm 1971 để gia cố cầu tàu chính ở phía nam, đã bị nứt do không đủ độ sâu của móng cầu. Nhịp cầu thứ hai được sử dụng cho tất cả các lưu lượng xe đi về phía nam cây cầu, trong khi nhịp thứ nhất của cầu được thay đổi vị trí để sử dụng cho lưu lượng xe đi phía bắc.
Cây cầu cũ này được sử dụng để thay thế một tuyến phà từ Point Pinellas ở phía đông nam của St.Petersburg đến Piney Point nằm ngay phía bắc của Port Manatee. Tuyến đường số 19 ở Florida đã được kéo dài từ thành phố St. Petersburg đến cuối phía bắc Palmetto.

### Vụ sập cầu vào năm 1980

Cây cầu ban đầu bị sập vào ngày 9 tháng 5 năm 1980, sau vụ va chạm. Ảnh chụp bởi tờ báo St. Petersburg Times

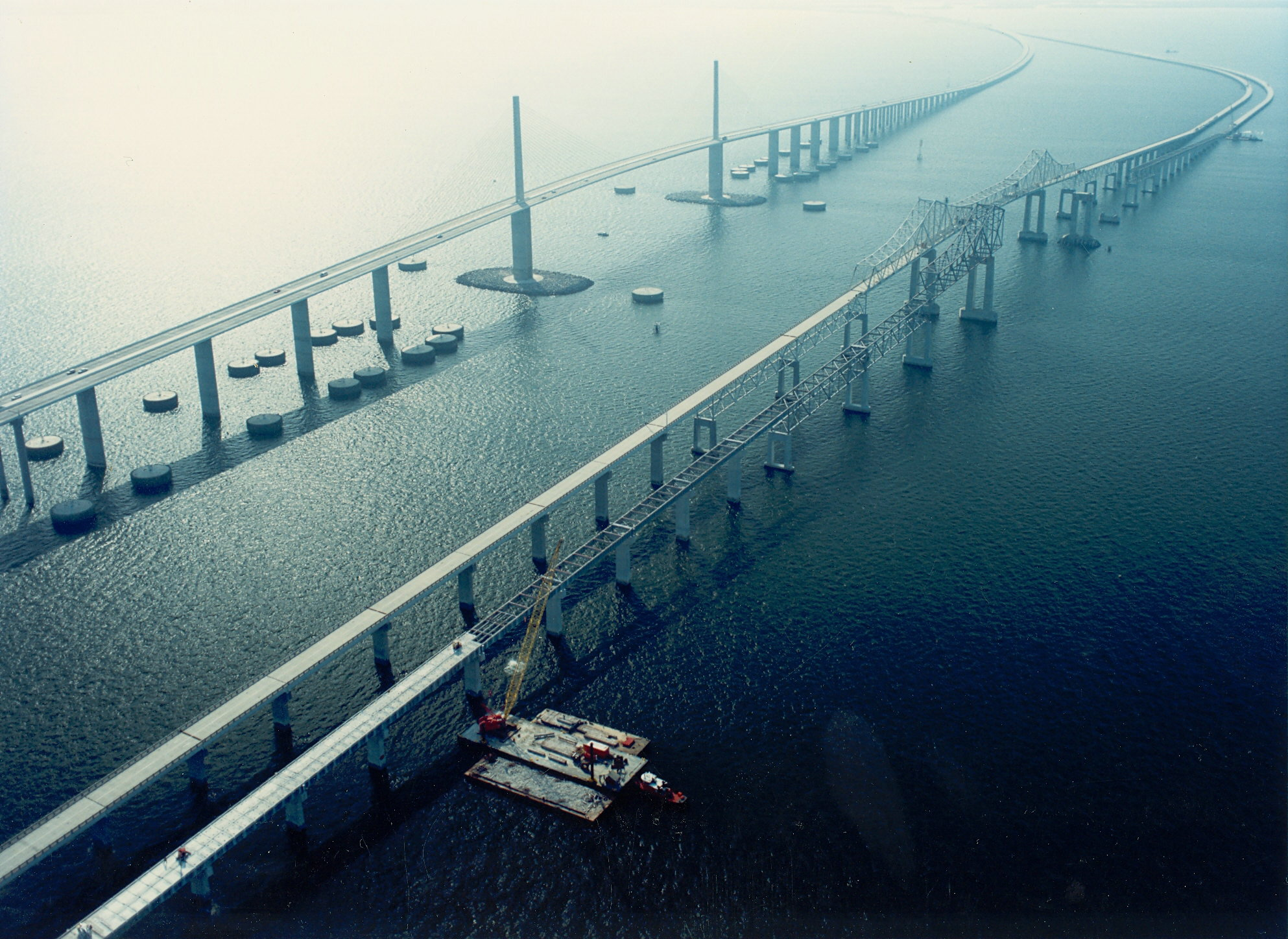
Cây cầu hiện tại (bên trái) và cây cầu cũ đang được phá dỡ (bên phải)

Nhịp cầu đi về phía nam của cây cầu thời kì trước đã bị phá hủy lúc 7 giờ 33 phút sáng ngày 9 tháng 5 năm 1980, khi con tàu chở hàng MV Summit Venture đâm vào một chiếc cây cầu, làm sập một trụ cầu 1.200 foot (370 m) của cây cầu đổ xuống Vịnh Tampa. Vụ va chạm khiến sáu chiếc xe ô tô, một chiếc xe tải và một chiếc xe buýt Greyhound rơi 150 foot (46 m) xuống nước, khiến 35 người thiệt mạng. Nhưng sau đó, một người đàn ông tên là  Wesley MacIntire đã sống sót do chiếc xe bán tải Ford Courier của anh đã không hạ cánh trên boong của Summit Venture và rơi xuống nước. Đúng hơn, chiếc xe rơi xuống thân tàu ở mạn trái, bung cửa ra và chìm. Còn Wesley MacIntire đã sống sót vì anh chui ra khỏi chiếc xe. Ông đã kiện công ty sở hữu con tàu và đơn kiện đã được giải quyết vào năm 1984 với giá 175,000 đô la. Một số nạn nhân khác-bao gồm cả cựu tuyển thủ Major League Baseball, Granny Hamner-đã dừng xe trước khi lao xe xuống nhịp cầu bị sập.
John Lerro, người đã lái con tàu Summit Venture sau đó đã được cả đại bồi thẩm đoàn bang Florida  và Cảnh sát biển Hoa Kỳ điều tra vì đã gây ra vụ sập cầu khiến 35 người thiệt mạng. Một ”vụ nổ nhỏ” đã xảy ra khiến tốc độ gió lên tới 70 mph (110 km/h) khi đang ở giữa khúc cua trong kênh vận chuyển gần cầu, làm giảm tầm nhìn và radar của một con tàu đã bị vô hiệu hoá tạm thời. Trong lúc  đó, Lerro đã đảo ngược động cơ của tàu và ra lệnh thả neo khẩn cấp ngay khi tàu hàng đã ra khỏi luồng gió, nhưng mũi tàu vẫn bị va vào hai trụ đỡ cầu, khiến một đoạn đường bị sập. Cầu tàu chính phía nam của nó đã chống chịu được vụ va chạm của con tàu mà không bị thiệt hại đáng kể, nhưng một bến tàu phụ ở phía nam cây cầu  đã bị hư hỏng nghiêm trọng do không được thiết kế để chống chịu các lực tác động từ bên ngoài.

### Hậu quả
Sau vụ sập cầu thảm khốc, nhịp cầu  hướng nam được sử dụng làm bến tàu đánh cá tạm thời và nhịp hướng bắc được tiếp tục hoạt động trở lại nhưng cây cầu chỉ cho phép một làn xe theo cả hai hướng cho đến khi cây cầu hiện tại được hoàn thành.

## Hình ảnh

### Thời kì đầu

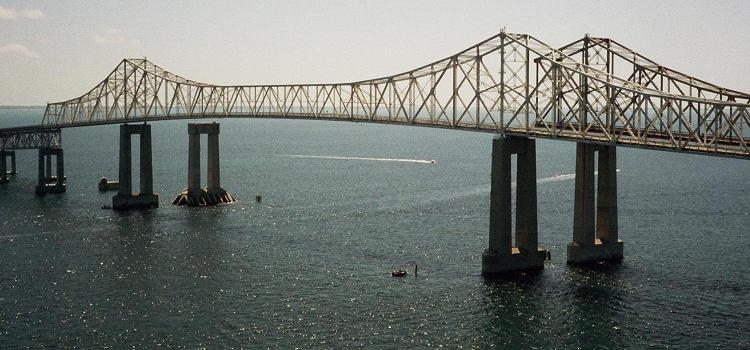
Hình ảnh của cây cầu trước khi phá dỡ
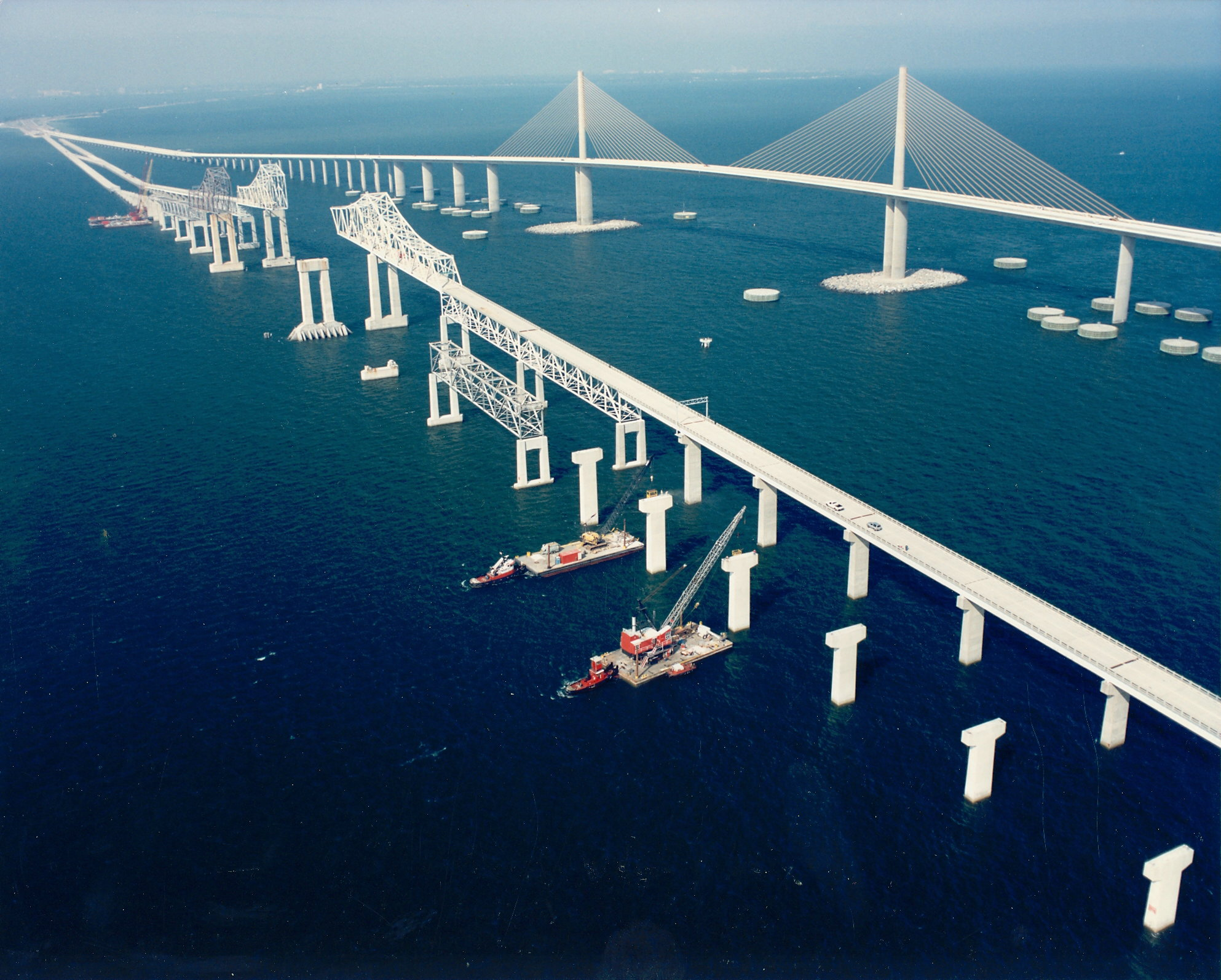
Hình ảnh khi cây cầu được phá dỡ dầm thép, trụ bê tông.
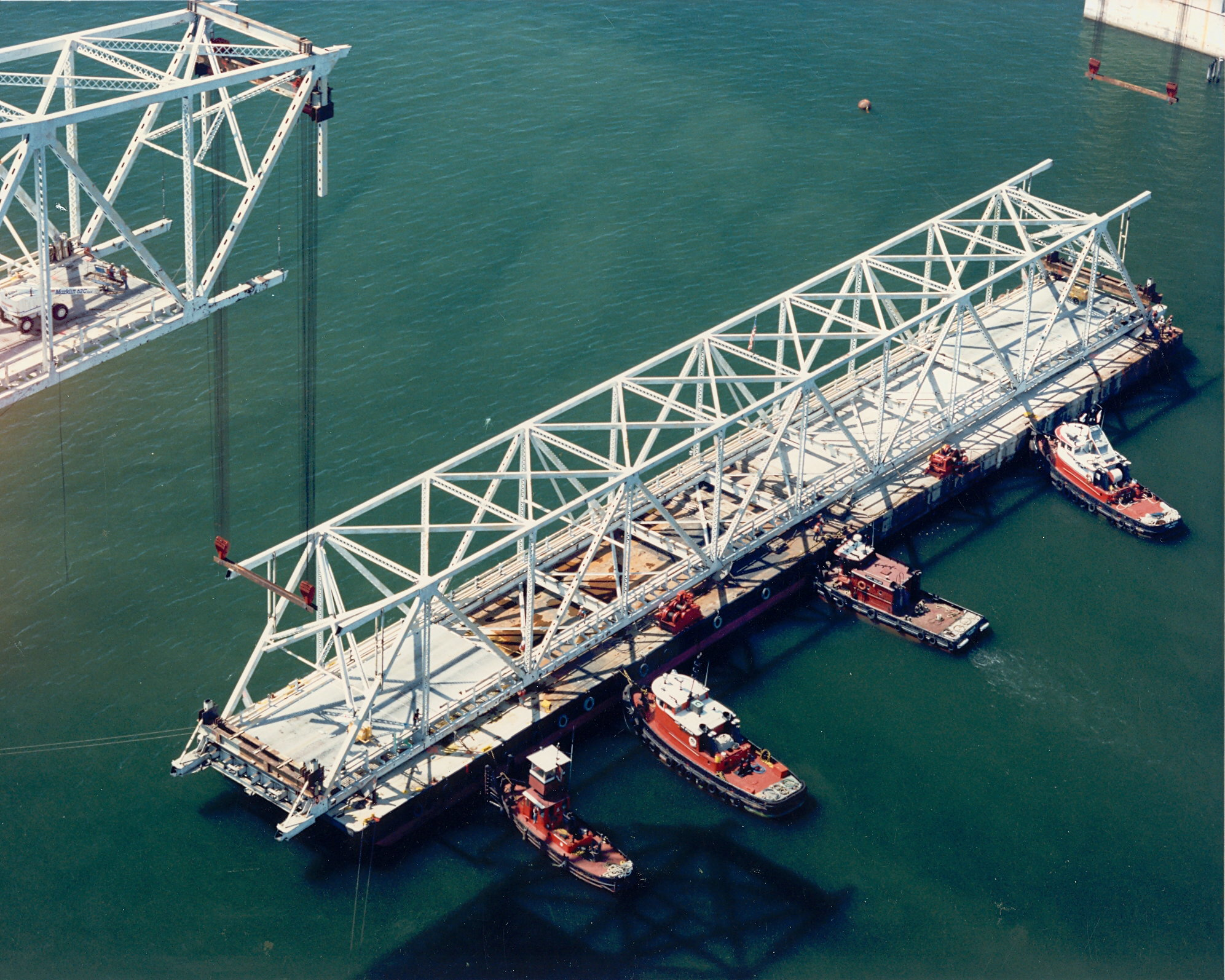
Nhịp cầu chính của cầu đang được kéo đi bởi 4 chiếc sà lan
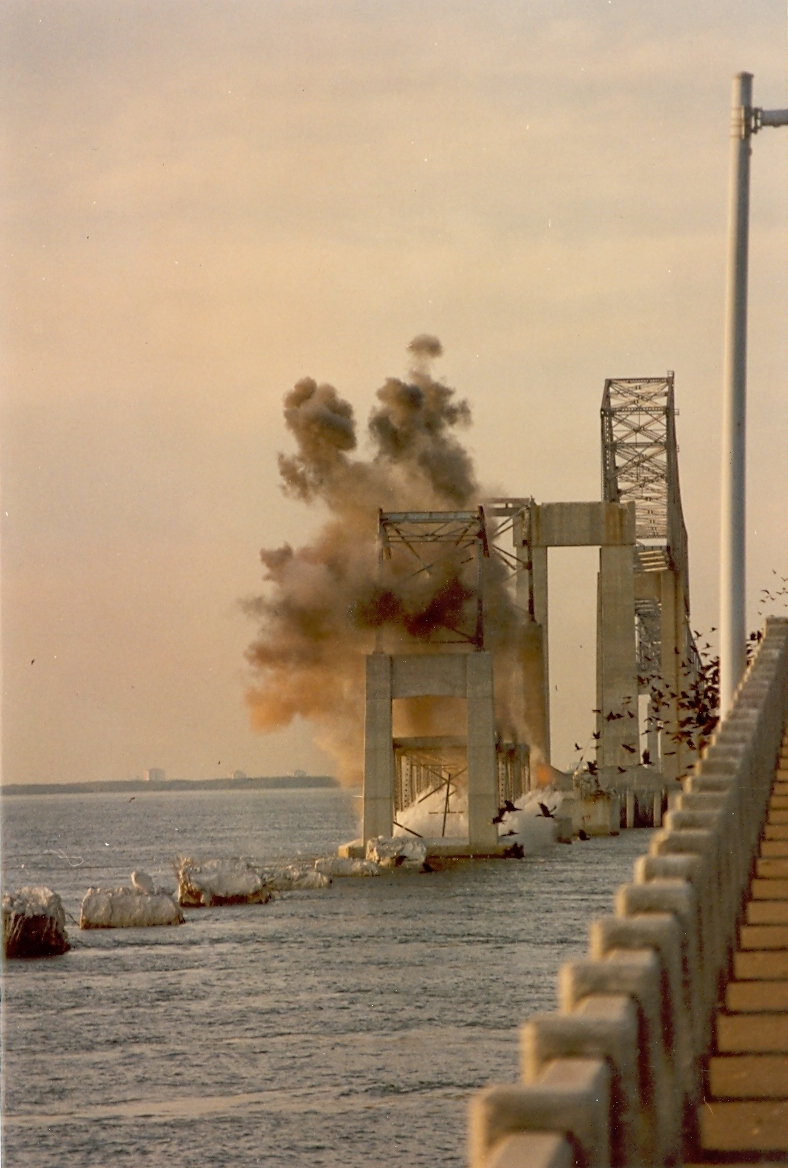
Một giàn thép của cây cầu đang được phá hủy bằng thuốc nổ.
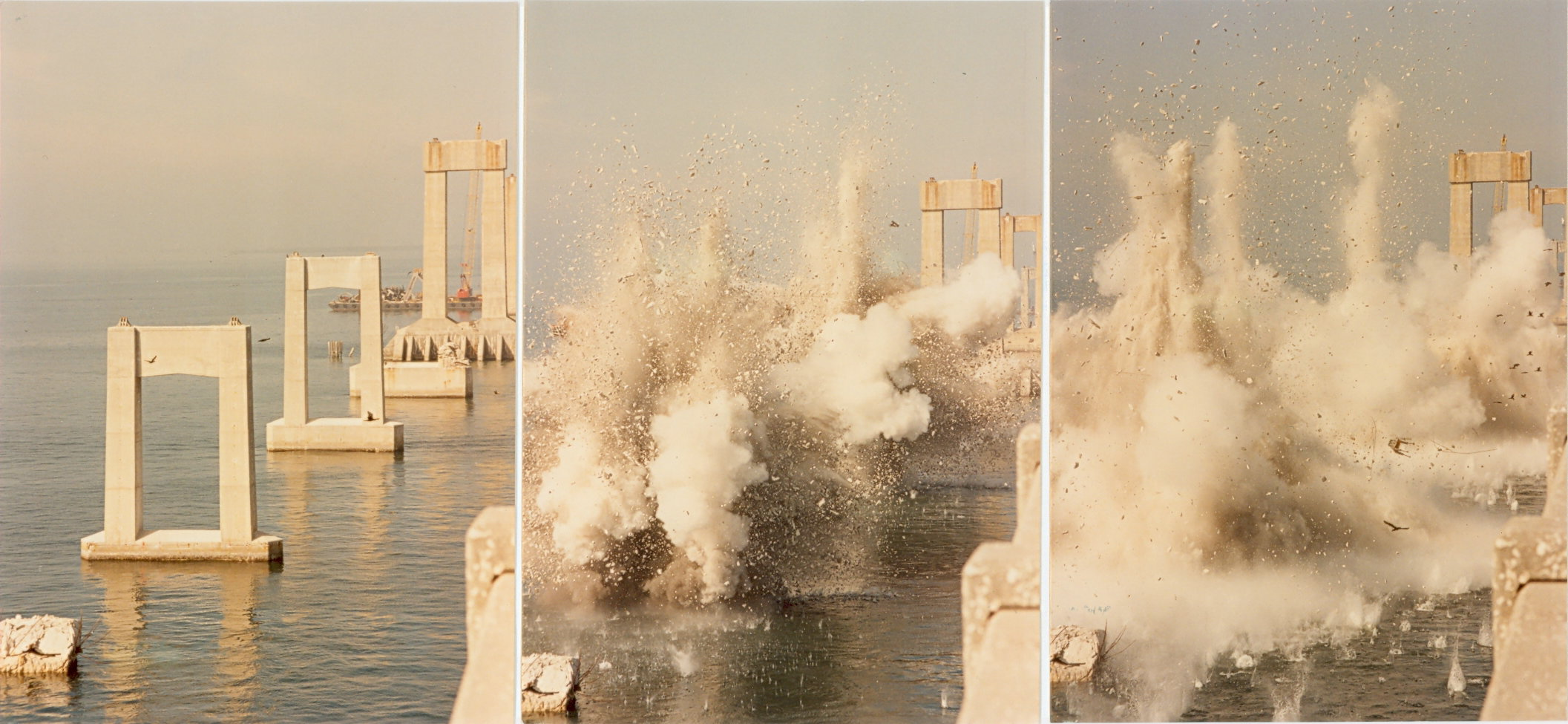
Các giàn thép còn lại cũng đang được phá hủy bằng thuốc nổ.

### Cây cầu hiện tại

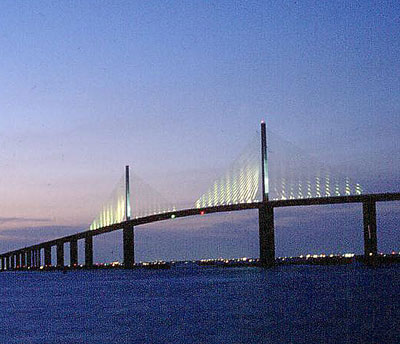
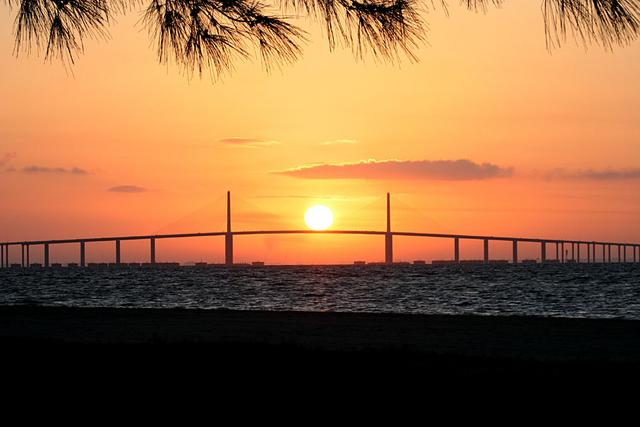
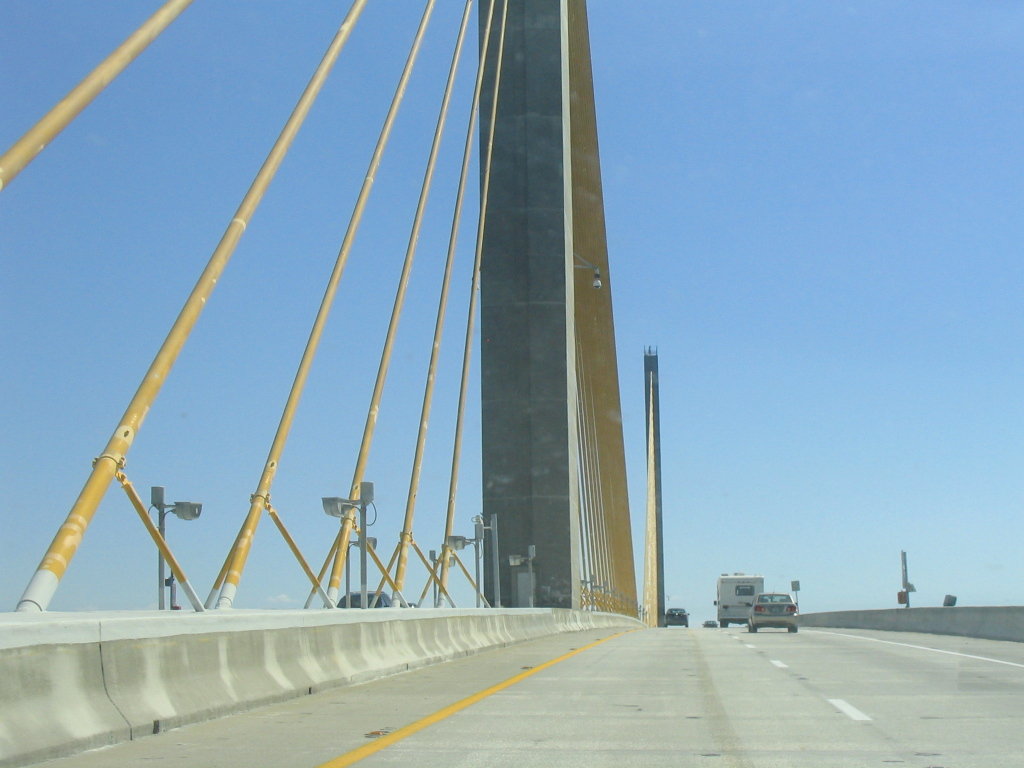
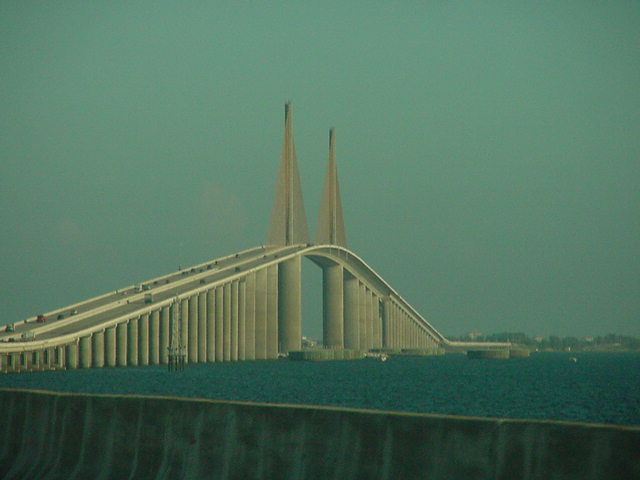
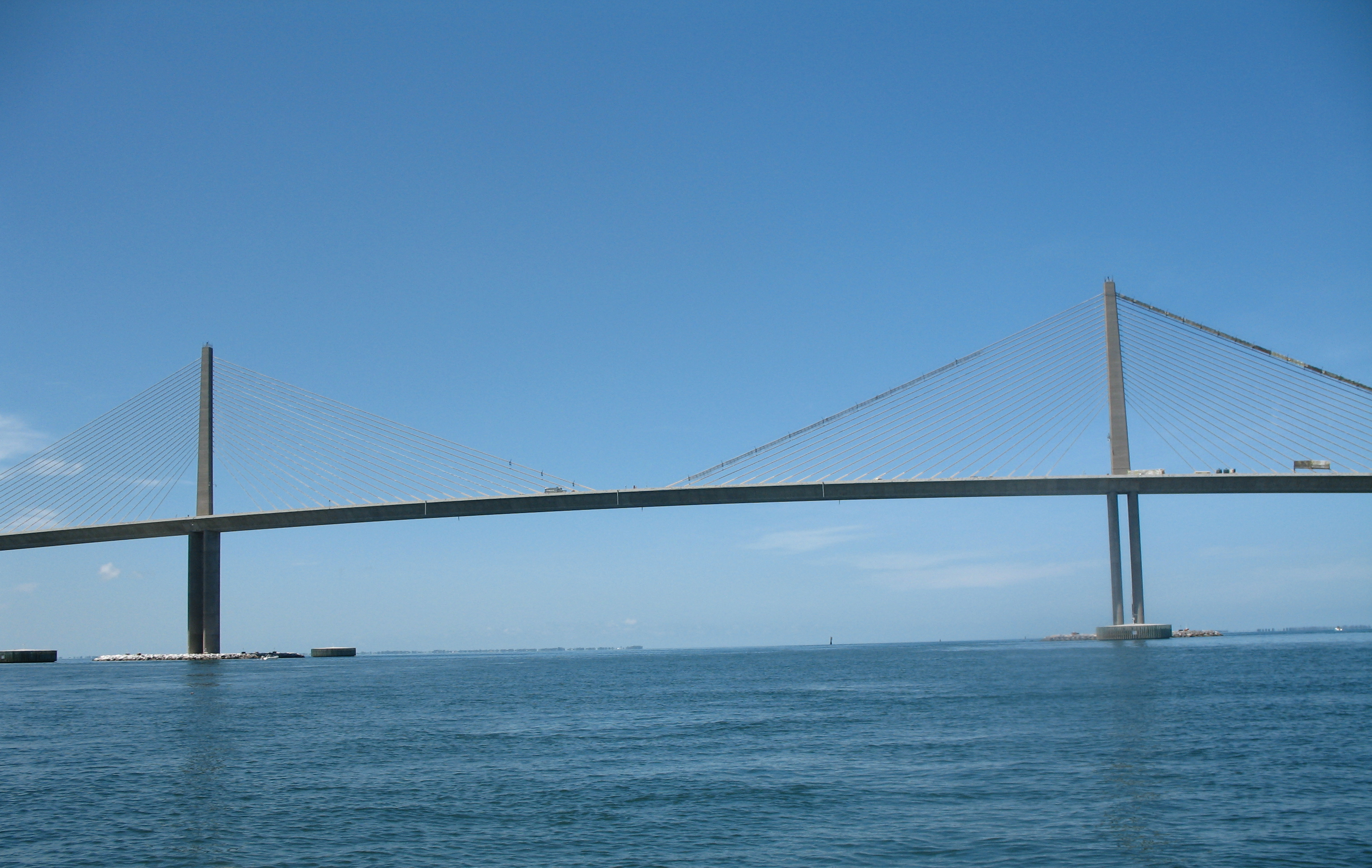
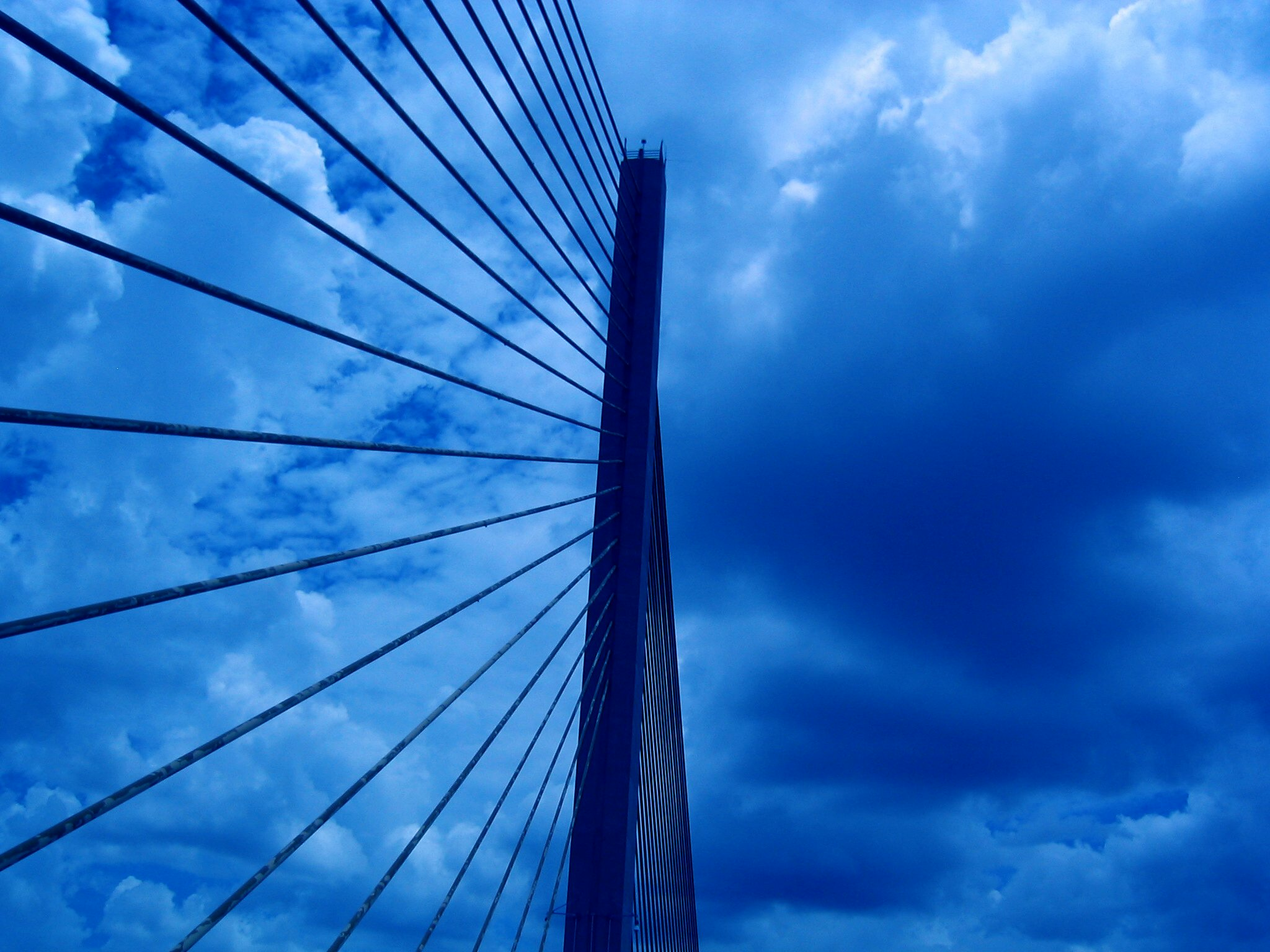
Cây cầu vào năm 2019Cây cầu vào năm 2019